# Hail of Bullets
Hail of Bullets est un groupe néerlandais de death metal, originaire de Rotterdam. Les paroles du groupe abordent principalement le thème de la Seconde Guerre mondiale. Jusqu'à présent, le groupe a fait paraître trois albums distribué par le label discographique Metal Blade Records.

## Historique
Hail of Bullets est formé à la fin de 2006 lorsque le guitariste Stephan Gebédi approche le chanteur Martin van Drunen, le batteur Ed Warby, le bassiste Theo van Eekelen et le guitariste Paul Baayens avec pour idée de former un groupe de old school death metal. Les membres du groupe se connaissaient alors avant puisqu'ils avaient joué et jouent encore dans des groupes communs comme Asphyx, Gorefest, Thanatos ou Houwitser. Le groupe se forme avec un amour commun pour de grands groupes de death metal comme Autopsy, Massacre, Bolt Thrower, les débuts de Death, ou même Celtic Frost.
Rapidement, ils ont assez de matériel pour composer un premier album. En juillet 2007, le groupe décide d'enregistrer une démo de quatre titres, paru en septembre 2007. Dan Swanö, pape suédois du death metal, produit alors ces quatre chansons aux studios Unisoud. À la suite de quoi, Metal Blade n'hésite pas à signer le groupe et le premier album ...Of Frost And War sort en mai 2008. En plus de la musique elle-même, le concept des paroles de Martin van Drunen, à savoir les batailles ayant eu lieu sur le front Est de la Seconde Guerre Mondiale, renforça l'impact qu'eut ce premier album[réf. nécessaire]. Cette réputation permet alors au groupe de jouer dans de nombreux festivals et salles à travers toute l'Europe. Le groupe sort alors, en juillet 2009, un mini-album intitulé Warsaw Rising contenant deux nouvelles chansons, une reprise d'un titre de Twisted Sister (Destroyer) ainsi que trois lives enregistrés en 2008 au Party.San Open Air. Le groupe joue ensuite en 2009 au Maryland Deathfest.
Au début 2010, le groupe commence à travailler sur son deuxième album qui, cette fois-ci, traite de l'histoire du Japon toujours durant la Seconde Guerre Mondiale (naissance et déclin de l'empire militaire japonais). La pochette de l'album est signée Mick Koopman qui assure la continuité avec ...Of Frost And War,. L'album est produit par Ed Warby et mixé une nouvelle fois par Swanö. On Divine Winds sort en octobre 2010 et là encore les réactions du public et de la critique sont dithyrambiques : l'album atteint la 75e place des classements musicaux allemands, et est élu « album de l'année » par plusieurs magazines spécialisés comme Rock Hard (Allemagne), Legacy (Allemagne) et Terrorizer (Grande-Bretagne), pour n'en citer que quelques-uns. Il s'ensuit une nouvelle tournée des festivals d'été en Europe comme les prestigieux Hellfest, Wacken Open Air, Summer Breeze et le Brutal Assault, entre autres[réf. nécessaire]. Le groupe joue également pour la deuxième fois au Maryland Deathfest[Quand ?].
En novembre 2015 le groupe se sépare de Martin Van Drunen. Hail of Bullets tourne avec l'ancien chanteur de Bolt Thrower et Benediction Dave Ingram avant de finalement annoncer sa séparation en mars 2017.

## Membres
- Martin van Drunen (Asphyx, Pestilence, Bolt Thrower) – chant
- Paul Baayens (Thanatos, Asphyx) – guitare
- Stephan Gebédi (Thanatos) – guitare
- Theo Van Eekelen (Houwitser, Thanatos) – basse
- Ed Warby (Gorefest, Ayreon) – batterie
- MDave Ingram (Bolt Thrower, Benediction) – chant

## Discographie

### Albums studio
- 2008 : ...Of Frost and War
- 2010 : On Divine Winds
- 2013 : III : The Rommel Chronicles

### EP
- 2009 : Warsaw Rising

### Démo
- 2007 : Hail of Bullets (auto-produit)